# Ljuså kraftstation

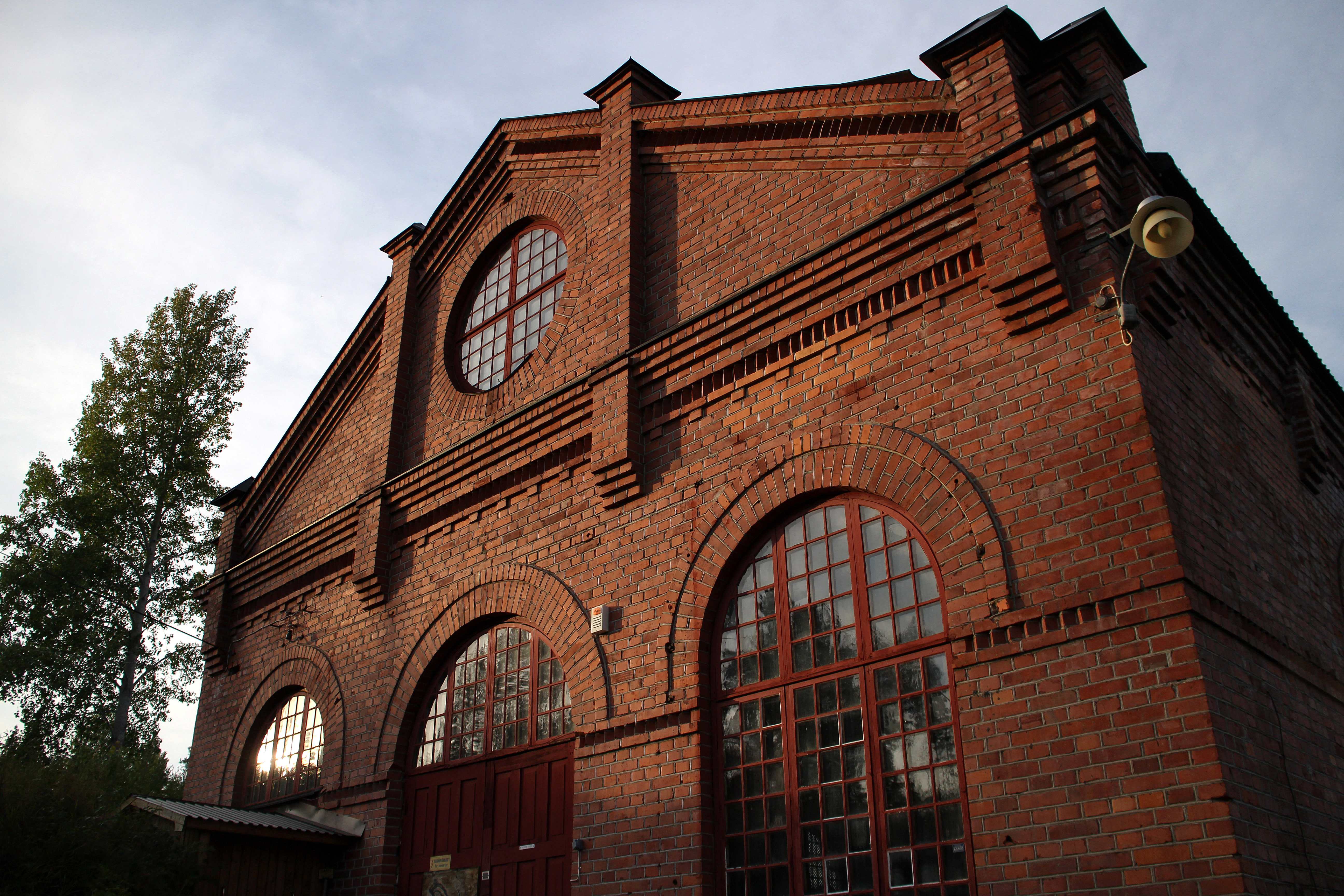
Ljuså kraftstation, sommaren 2014.

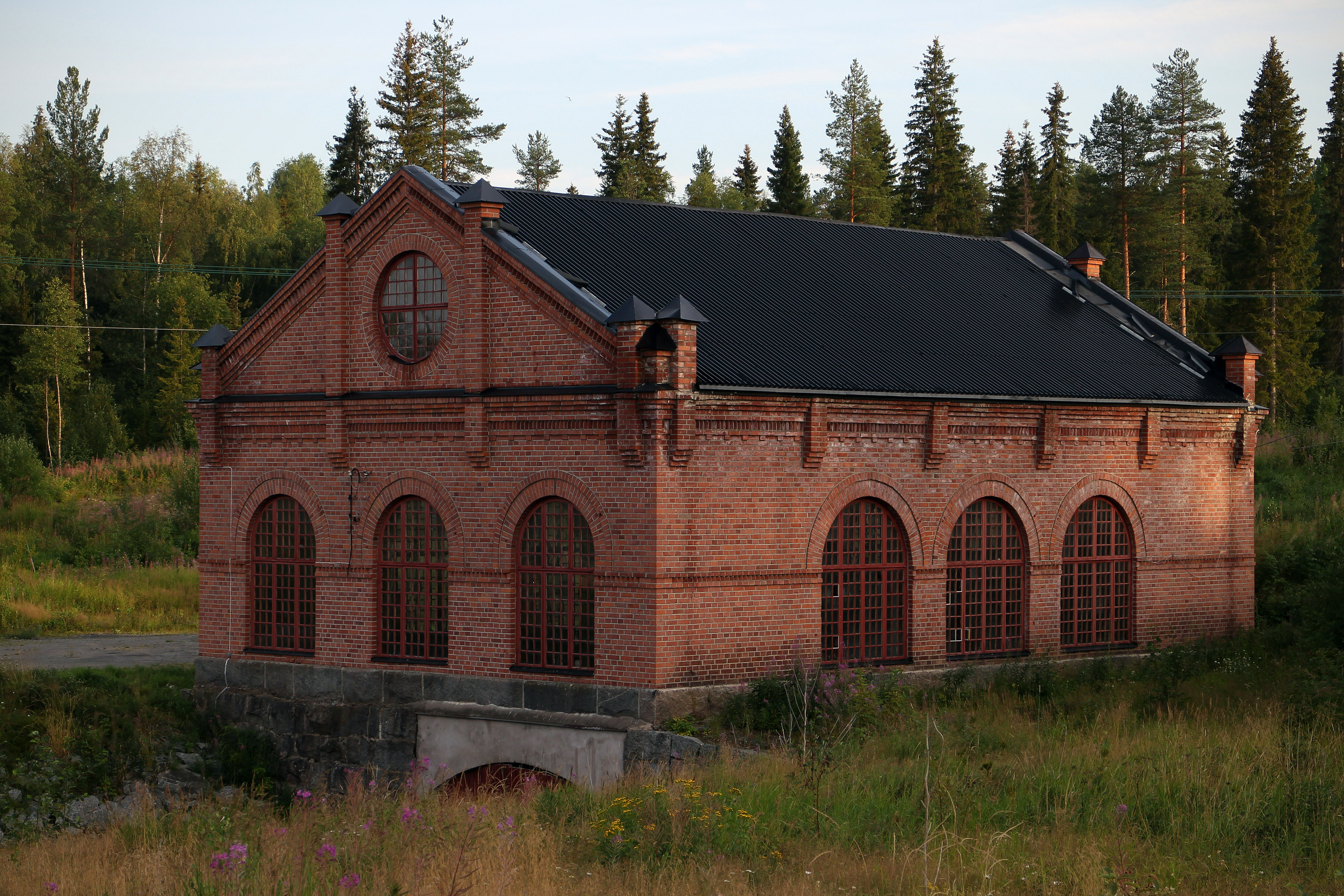
Ljuså kraftstation, sommaren 2014

Ljuså kraftstation som ligger i Ljusån utanför Boden är kommunens första vattenkraftstation, byggd 1905. Kraftstationen, som fortfarande är i bruk, ägs av Bodens Energi AB. Installerad effekt är 500kw. Turbinen är en dubbel francis med en fallhöjd av 16 meter från Kvarnträsket. Vattenföringen är 4 m3/s.